# Pantalla moduladora interferométrica
Pantalla moduladora interferométrica o pantalla de modulación interferométrica (IMOD de Interferometric modulator display) es una tecnología utilizada en pantallas. El color que se muestra es el resultado de la interferencia de la luz incidente en una microcavidad con un grosor que se controla electrónicamente. Una pantalla IMOD se compone de cientos de miles de cavidades interferométricas individuales. Las pantallas IMOD son uno de los ejemplos más avanzados de sistemas microelectromecánicos.

## Introducción
Las pantallas de los dispositivos móviles, como por ejemplo teléfonos móviles, PDAs, etcétera, han ido evolucionando teniendo en cuenta dos factores muy importantes: en primer lugar que permitiesen una mayor duración de la batería y en segundo que tuviesen una mejor visión en todas las condiciones ambientales. La tecnología IMOD ("Interferometric Modulator Display") o pantalla moduladora interferométrica, está pensada para dispositivos móviles o portátiles, por los dos motivos mencionados anteriormente. Está basada en la tecnología MEMS ("micro-electro-mechanical system"), y ofrece una buena visión en casi todas las condiciones ambientales, consumiendo significativamente menos energía que cualquier otro dispositivo disponible hoy en día.
	IMOD es un dispositivo reflectivo o de tipo biestable. Esto quiere decir que es capaz de mantenerse en dos estados (On y Off). El cristal líquido con el que está fabricado queda bloqueado en uno de los dos estados. Esto quiere decir que una vez está en una cierta configuración no es necesario refrescar el dispositivo, lo cual permite mantener la última imagen mostrada sin tener que consumir potencia (teóricamente). Este tipo de pantallas están fabricadas con un espejo delgado situado sobre un sustrato transparente, dejando una separación de unos centenares de nanómetros con aire entre el espejo y el sustrato. Por esto cuando entra la luz ambiente en la cavidad se refleja en el espejo, interfiriendo consigo misma y produciendo un color resonante determinado por la profundidad de esta cavidad.

## Funcionamiento
Básicamente una pantalla IMOD consiste en una cavidad óptica resonante, en la que hay una membrana reflectiva, una pequeña separación con aire y una película delgada de un material metálico. Cuando la luz ambiente incide en la pantalla, la luz de ciertas longitudes de onda que son reflejadas a la membrana reflectante, están ligeramente desfasadas con la luz reflectada en la película delgada (que depende de la profundidad de la cavidad). Esta diferencia de fase provocará interferencias constructivas y destructivas, y por lo tanto diferentes colores.
	La imagen de la pantalla IMOD puede cambiar de color a negro variando el estado de la membrana. Esto se consigue aplicando un voltaje en la película delgada, la cual es eléctricamente conductora y está protegida con una capa aislante. Al aplicar el voltaje las fuerzas electromagnéticas causan que la membrana se colapse. Este cambio produce interferencias constructivas a longitudes de onda ultravioleta (no visibles para el ojo humano), por lo que la pantalla se verá negra.

## Ventajas
- Consumo: El hecho que las pantallas IMOD sean biestables, permite que cuando la imagen no varía se consuma una energía casi nula.
- Velocidad de conmutación de colores: La velocidad para pasar de un color a otro es extremadamente alta, aproximadamente 1000 veces superior a las pantallas tradicionales. Además ésta se mantiene en un amplio margen de temperaturas.
- Visión en diferentes condiciones ambientales: Si comparamos la visión en las pantallas reflectivas con las pantallas emisivas, las emisivas tan sólo funcionan adecuadamente en condiciones de baja iluminación, y a medida que se aumenta la iluminación la calidad de la visión cae exponencialmente (esto sucede cuando la luz ambiente es superior a la luz emitida). Lo que hace que las pantallas emisivas sean poco útiles en dispositivos portátiles en condiciones exteriores, ya que presentarían poco contraste.
- Facilidad de fabricación: El proceso de fabricación de este tipo de dispositivos requiere menos etapas para construirse que un LCD.
- Robustez: El mayor problema en del tiempo de vida de los LCD se debe a que utilizan materiales orgánicos. En cambio, en las pantallas IMOD no es así. Este hecho permite que pueda funcionar a un rango de temperaturas superior sin que afecte al tiempo de respuesta de este dispositivo.